# 伊藤賢治
伊藤 賢治（いとう けんじ、1968年7月5日 - ）は、日本のサウンドクリエイター、サウンドプログラマー、編曲家、ピアニスト。東京都板橋区出身、埼玉県大宮市（現：さいたま市）育ち。愛称はイトケン。血液型はA型。

## 来歴
1990年3月に株式会社スクウェア（現・株式会社スクウェア・エニックス）に入社すると、同社のゲーム作品の音楽担当として活動を開始する。2001年1月で株式会社スクウェア退社し、2月からフリーとして独立した。フリーになって以降は、作曲家、編曲家として舞台音楽や他アーティストへの楽曲提供も手掛けるなど、幅広い活動を行っている。2006年6月には、初のオリジナルアルバム『Everlasting Melodies』をリリースした。
個人活動以外にも、2013年には東北地方太平洋沖地震の復興支援のために佐藤天平と新レーベル『W-NOTE』を立ち上げ、チャリティアルバム『birthheart』を配信し、2016年には上倉紀行、アネモネ・モーニアンと音楽ユニット『Trimonia』を結成し、10月28日から10月30日にアメリカで開催された『Oni-Con』に参加するなどの活動も行っている。

## 人物
主にゲームミュージックを手掛けているが、本人曰く、得意なジャンルはバラード系で、戦闘曲は本来苦手意識を持っていたと語っている。これを打破したきっかけとして『ロマンシング サ・ガ3』の『四魔貴族バトル2』を挙げており、この曲で自身では禁じ手としていたエレキギターを用いた意識改革があったと答えている。
川越東高等学校の第1期生であり、ドラゴンクエストシリーズでデザインなどを担当した漫画家のかねこ統とは同級生だった。

## 作品

### ゲーム
50音順に記載
- アルトネリコ3 世界終焉の引鉄は少女の詩が弾く（2010年） - 「風標」提供
- ウィザードリィルネサンスシリーズ メインテーマ曲 「メメント・モリ」
  - ウィザードリィ 囚われし魂の迷宮（2009年） - テーマ曲他
  - Wizardry Online 〜汝、死忘れるなかれ〜（2011年）
  - ウィザードリィ 〜戦乱の魔塔〜（2013年） - テーマ曲他
- エインヘリアル〜ヴァイキングの血脈〜（2010年） - 戦闘曲一部作曲
- おおかみかくし（2009年） - 主題歌を除く
- オーシャンホーン - 未知の海にひそむかい物（2013年） - Kalle Ylitalo・植松伸夫と共同
- 乖離性ミリオンアーサー（2014年）
- かくりよの門（2014年）- 戦闘曲を提供
- カルドセプトシリーズ
  - カルドセプト セカンド（2001年）
  - カルドセプト サーガ（2006年）
  - カルドセプト リボルト（2016年）
- かんぱに☆ガールズ（2014年）
- CroXino -クロシーノ-（2009年） - イメージソング「Beyond The Decision -Theme of CroXino-」の作曲のみ
- クロスゲート（2001年） - 拡張パックのPUK2「楽園の卵」2003年から一部編曲
- クロノスリング（2014年） - 下村陽子、Evan Callと共同
- 劇空間プロ野球 AT THE END OF THE CENTURY 1999（2000年）
- 月英学園 -kou-（2013年）
- コンチェルトゲート（2007年） - 菊田裕樹と共同
- サガシリーズ
  - Sa・Ga2 秘宝伝説（1990年） - 全19曲中9曲担当、植松伸夫と共同
  - サガ2秘宝伝説 GODDESS OF DESTINY（2009年） - 作曲・編曲、植松伸夫は一部原曲
  - サガ3時空の覇者 Shadow or Light（2011年） - 笹井隆司と共同で作曲・編曲。植松伸夫・藤岡千尋は一部原曲
  - ロマンシング サ・ガ（1992年） - 「涙を拭いて」編曲（植松伸夫作曲）
  - ロマンシング サ・ガ2（1993年） - 「伝説は始まる」「涙を拭いて」編曲（植松伸夫作曲）
  - ロマンシング サ・ガ3（1995年）
  - サガ フロンティア（1997年）
  - ロマンシング サガ -ミンストレルソング-（2005年） - 関戸剛と共同
  - サガ スカーレット グレイス（2016年）
  - ロマンシング サガ リ・ユニバース（2018年） - 自身もITOKENとしてゲームに出演
  - サガ エメラルド ビヨンド（2024年）
  - ロマンシング サガ2 リベンジオブザセブン（2024年）
- 執事と魔族とお嬢様（2009年） - オープニングテーマ、フィールド、バトル等数曲を作曲
- シャドウハーツII（2004年） - 弘田佳孝、光田康典と共同
- 聖剣伝説シリーズ
  - 聖剣伝説 〜ファイナルファンタジー外伝〜（1991年） - 「チョコボのテーマ」は編曲（植松伸夫作曲）
  - 新約 聖剣伝説（2003年）
  - 聖剣伝説DS CHILDREN of MANA（2006年） - オープニングなど、一部を作曲
  - 聖剣伝説4（2006年） - 関戸剛らと共同
  - 聖剣伝説 RISE of MANA（2014年） - 関戸剛・菊田裕樹・下村陽子と共同
  - 聖剣伝説 〜ファイナルファンタジー外伝〜 ADVENTURES of MANA（2016年）
- 新約アルカナスレイヤー (2015年)-佐野電磁と共同
- セブンフィールズ（2013年）
- 大乱闘スマッシュブラザーズX（2008年） - 一部編曲を担当
- 大乱闘スマッシュブラザーズ for Nintendo 3DS / Wii U（2014年） - 一部編曲を担当
- ダレットワールド
- 超次元ゲイム ネプテューヌ（2010年） - 「流星のビヴロスト」提供
- chunithm (2015年) - 「Gustav battle 」　提供
- チョコボの不思議なダンジョン2（1998年）
- チョコボレーシング 〜幻界へのロード〜（1999年）
- デビルサバイバー2（2011年）
- テラバトル(2016年)
- トバルNo.1（1996年） - 光田康典プロデュース、サウンドチーム全体で担当
- パズル&ドラゴンズ（2012年）
- パズドラZ（2013年） - コンポーザー
- バレットソウル -弾魂-（2011年）
- 半熟英雄4 〜7人の半熟英雄〜（2005年） - 植松伸夫・関戸剛・山下愛・谷岡久美・水田直志・野田博郷・福井健一郎らと共同
- BEMANIシリーズ
  - pop'n music 13 カーニバル（2005年） - 「バトルXIII」提供
  - pop'n music 16 PARTY♪（2008年） - 「Dance to Blue」提供
  - GuitarFreaks V6 & DrumMania V6（2009年） - 「OVER THE LIMIT!」提供
  - GuitarFreaks V7 & DrumMania V7（2010年） - 「Shake and Shout!!」提供
  - GITADORA、REFLEC BEAT（2013年） - 「Screaming Your Faith!!!」提供、96と共同、ITOKEN vs 96名義
  - REFLEC BEAT 悠久のリフレシア（2017年） - 「Maximum Beatissimo!!!!」提供、TATSUYAと共同、ITOKEN vs TATSUYA名義
- ピグブレイブ（2015年）
- ブレイブフロンティア（2016年） - 第三部メインテーマ「大いなる飛躍」、バトル「封じられし力」提供
- Blade & Magic（2013年）
- ポケモン不思議のダンジョン 冒険団シリーズ（2009年） - メインテーマ作・編曲
- マビノギ（2005年） - CMソングの編曲を担当
- モンスターキングダム・ジュエルサモナー（2006年） - 細江慎治・崎元仁・光田康典・下村陽子・岩田匡治・増子司らと共同
- 勇者30 SECOND（2011年） - 一部作曲
- 勇者死す。（2007年） - オープニングなど、一部作曲
- ららマジ（2017年）[10]
- ルクス・ペイン（2008年） - 鈴木康行と共同
- ワールドクロスサーガ -時と少女と鏡の扉-（2016年）
- ワイルドカード（2001年）

#### サウンド担当
- ファイナルファンタジーIV（1991年）
- ファイナルファンタジーV（1992年）
- 半熟英雄 ああ、世界よ半熟なれ…!!（1992年）
- 聖剣伝説2（1993年）

### アニメ
- この青空に約束を― 〜ようこそつぐみ寮へ〜（2007年）[11]
- 僕は友達が少ない（2011年） - 劇中ゲーム『ロマンシング佐賀14』のコンポーザー[12]
- あかねさす少女（2018年） - メインテーマ作曲[13]
- アラド:逆転の輪（2020年）[14]

### 楽曲提供
- 長谷川明子「LEVEL∞」（2009年） - 『アラド戦記 〜スラップアップパーティー〜』エンディングテーマ[15]
- 上坂すみれ「我旗の元へと集いたまえ」(2013年) - シングル「七つの海よりキミの海」カップリング曲[16]
- 彩羽真矢「La Vie En Rose」（2015年）[17]
- 彩羽真矢「歌姫」（2017年）[18]

### オリジナルアルバム
- Everlasting Melodies（2006年）
- GIFT BOX -Kenji Ito 20th Anniversary-（2010年）[19]

### テレビ・ラジオテーマ曲
- ニュース探究ラジオ Dig - オープニング曲・エンディング曲（2010年4月 - 2013年3月）[20]
- 杉田智和のアニゲラ!ディドゥーーン - オープニング曲「月光の軌跡」（2011年5月 - 2021年3月25日）[21]